# الیور جکسون-کوهن
الیور جکسون-کوهن (به انگلیسی: Oliver Jackson-Cohen) (زاده ۲۴ اکتبر ۱۹۸۶) بازیگر و مدل انگلیسی است.
از فیلم‌های معروف او می‌توان به بازی در فیلم سریع‌تر، کلاغ و سریال تسخیر در عمارت هیل و فیلم تسخیرشدگی عمارت بلای اشاره کرد.